# Стеценко, Владимир Иванович
Влади́мир Ива́нович Стеце́нко — украинский композитор и музыкальный педагог, член Национального Союза композиторов Украины. Заслуженный деятель искусств Украины (2006).

## Биография
Родился 1 февраля 1941 года в Донецке. В 1966 году окончил Киевскую государственную консерваторию им. П. И. Чайковского по классу баяна народного артиста Украины М. И. Ризоля, а в 1990-м — Донецкий государственный музыкально-педагогический институт им. С. С. Прокофьева по классу композиции С. А. Мамонова. Преподаватель Донецкого государственного музыкального училища; кафедры композиции и современных музыкальных технологий Донецкой государственной музыкальной академии им. С. С. Прокофьева, лауреат премии имени С.С. Прокофьева (1996), дипломант Всеукраинского конкурса композиторов «Духовные псалмы» (2001), заслуженный деятель искусств Украины (2006).

## Творчество
Владимир Стеценко — автор произведений разных жанров, среди которых симфония, камерная, хоровая музыка, произведения для народных инструментов, песни. Композитор много работает в хоровом жанре, его произведения вошли в репертуар многих профессиональных, самодеятельных, студенческих, детских хоровых коллективов, среди которых Национальная заслуженная академическая хоровая капелла Украины «Думка», Киевский муниципальный хор «Крещатик», камерный хор им. Д. Бортнянского города Чернигова, Винницкий муниципальный хор, хор «Весновка» г. Торонто (Канада), хор «Благовест» Луганского колледжа культуры и искусств, практически все учебные хоры Украины. Хоровые произведения В. Стеценко широко исполняются на Родине и за её пределами — в США, Канаде, Ирландии, Италии, Германии, Польше, Финляндии, Латвии, России. С исполнением произведений композитора ведущие хоровые коллективы принимали участие во многих престижных международных конкурсах и фестивалях и неоднократно были отмечены лауреатскими наградами. Так, хор «Хрещатик» получил и премию и Золотую медаль на Международном конкурсе хоровых коллективов в г. Сайго (Ирландия) и звание лауреата на V Международном фестивале камерных хоров в г. Рига (Латвия); образцовый хор ДМШ г. Докучаевска получил Гран-при, диплом лауреата и Кубок Анатолия Авдиевского на IV Международном детском хоровом конкурсе Георгия Струве «Артековские зори», и премию, Золотой диплом и кубок на IV Международном хоровом конкурсе в г. Рива-дель-Гарда (Италия); хор «Благовест» — II премию на Всеукраинском конкурсе хоровых коллективов в г. Ивано-Франковске. Хоровые произведения В. Стеценко ежегодно исполняются в концертах Международного фестиваля «Киев-Музик-Фест» и фестиваля «Премьеры сезона».
Огромное место в творческом наследии Стеценко занимает хоровая музыка, которую композитор пишет преимущественно на народные и духовные тексты. Следует особо отметить, что композитор, используя настоящие народные тексты, никогда не обращался к народным мелодиям. То есть его хоровые произведения являются вполне оригинальными музыкальными образцами, а не обработками народных песен.
В вокальных произведениях, преимущественно драматических по содержанию, композитор создает женские образы, связанные с темами нелегкой судьбы и страдания из любви (романсы написаны именно для женского голоса. Вокальные произведения В. Стеценко в определенной мере продолжают и развивают черты, присущие хоровым произведениям композитора. Созданы, равно как и хоры, на народные тексты. Но как и в хорах, автор, последовательно придерживаясь принципов народного интонационного мышления, органично чувствуя стилистику и жанровую природу народной песни, никогда не прибегает к прямым цитатам и создает оригинальные образцы вокальной музыки. В отличие от хоровых произведений, предназначенных для выполнения а cappella, романсы В. Стеценко сопровождает фортепианная партия, роль которой значительно выходит за рамки аккомпанемента. Сопровождение, тщательно разработанное и развитое, иногда даже виртуозное, имеет достаточно самостоятельное значение и становится равноправным «партнером» вокальной партии в создании и усилении эмоциональной выразительности и драматизма образов.